# 维那勒斯龙属
維那勒斯龍（學名：Vinialesaurus）是蛇頸龍亞目的一屬，生存於侏儸紀晚期（牛津階）的古巴。模式種是V. caroli，最初在1949年由De la Torre與Rojas歸類於淺隱龍的一個種；在2002年，Gasparini、Bardet、Iturralde認為這個種有足夠的區別，因此建立為新屬。維那勒斯龍與淺隱龍的外形類似
維那勒斯龍是以化石的發現地，古巴西部的維那勒斯鎮（Viñales）為名。化石包含一個幾乎完整的顱骨、下頜、以及部分脊椎。

## 外部連結
- Vinialesaurus in the Plesiosaur site